# Мур-Стейшен (Техас)
Мур-Стейшен (англ. Moore Station) — місто (англ. city) в США, в окрузі Гендерсон штату Техас. Населення — 160 осіб (2020).

## Географія
Мур-Стейшен розташований за координатами 32°11′26″ пн. ш. 95°34′13″ зх. д. / 32.19056° пн. ш. 95.57028° зх. д. (32.190555, -95.570391).  За даними Бюро перепису населення США в 2010 році місто мало площу 3,27 км², уся площа — суходіл.

## Демографія
Згідно з переписом 2010 року, у місті мешкала 201 особа в 79 домогосподарствах у складі 54 родин. Густота населення становила 62 особи/км².  Було 108 помешкань (33/км²).
Расовий склад населення:
| - 81,6 % — чорних або афроамериканців - 11,9 % — білих - 1,0 % — азіатів - 4,5 % — осіб інших рас |

До двох чи більше рас належало 1,0 %. Частка іспаномовних становила 4,5 % від усіх жителів.
За віковим діапазоном населення розподілялося таким чином: 24,9 % — особи молодші 18 років, 56,2 % — особи у віці 18—64 років, 18,9 % — особи у віці 65 років та старші. Медіана віку мешканця становила 46,1 року. На 100 осіб жіночої статі у місті припадало 99,0 чоловіків;  на 100 жінок у віці від 18 років та старших — 93,6 чоловіків також старших 18 років.
Середній дохід на одне домашнє господарство  становив 29 606 доларів США (медіана — 24 375), а середній дохід на одну сім'ю — 31 580 доларів (медіана — 30 833). За межею бідності перебувало 22,3 % осіб, у тому числі 12,5 % дітей у віці до 18 років та 10,6 % осіб у віці 65 років та старших.
Цивільне працевлаштоване населення становило 51 особа. Основні галузі зайнятості: освіта, охорона здоров'я та соціальна допомога — 27,5 %, виробництво — 21,6 %, роздрібна торгівля — 19,6 %.